# Centre BD de la Ville de Lausanne
Das Centre BD de la Ville de Lausanne ist ein auf Comics spezialisiertes wissenschaftliches Archiv Europas. Es wurde 1999 in Lausanne vom ehemaligen Direktor der Bibliothèque municipale de Lausanne Pierre-Yves Lador ins Leben gerufen und umfasst über eine Viertelmillion Comics. Sein Konservator ist seit Beginn Cuno Affolter. Das Centre gestaltet zudem das Festival international de bande dessinée de Lausanne mit.